# Josep Peirats Valls
Josep Peirats Valls (La Vall d'Uixó, Plana Baixa, 1908-1989) fou un dirigent anarquista valencià. De petit emigrà amb la seva família a l'Hospitalet de Llobregat on va treballar de rajoler als vuit anys. El 1922 s'afilià a la CNT. Per la seva activitat propagandista i les col·laboracions amb els periòdics anarcosindicalistes fou empresonat per la dictadura de Miguel Primo de Rivera el 1927.
El 1932 ingressà a les Joventuts Llibertàries de Catalunya però s'enfrontà amb els grups més radicals de la CNT-FAI, com Los Solidarios, i el 1934 fou redactor de Solidaridad Obrera. Va assistir al IV congrés confederal de la CNT de Saragossa celebrat el maig de 1936 com a representant de l'Hospitalet de Llobregat.
El 19 de juliol de 1936 participa en l'assalt de la caserna del Bruc. Vençuts els militars revoltats s'allistà voluntari a la columna Durruti, que partí cap al front d'Aragó. Fou molt crític amb la participació de la CNT en els governs republicans. Exiliat amb la seva divisió el 1939, va ser internat en els camps de concentració de Vernet i Cognac, fins que embarcà cap a Santo Domingo i després a l'Equador, Panamà i Veneçuela. El 1947 fou nomenat secretari de la CNT-MLE a l'exili i entrà clandestinament a Espanya per assistir a una reunió amb les Joventuts Llibertàries a Madrid. Més tard s'establí a França on dues vegades ocupà el càrrec de Secretari general de la CNT a l'exili. El 1976 tornà a Espanya. Va col·laborar en nombrosos periòdics llibertaris i és autor d'una notable bibliografia sobre l'anarquisme i l'anarcosindicalisme.

## Obres
- La CNT en la revolución española (3 volums 1952-1953).
- Breve Historia del Sindicalismo Libertario Español (1962)
- Los anarquistas en la crisis política española (Alfa, Buenos Aires, 1964; Júcar, Madrid, 1977)
- Cipriano Mera un anarquista en la guerra de España (1976)
- Figuras del movimiento libertario (1977)